# Уакарі неблінський
Уакарі неблінський (Cacajao hosomi) — підвид широконосих мавп родини Сакієві (Pitheciidae).

## Опис
Уакарі неблінський трохи більший і має більш щільну й довгу шерсть ніж Уакарі Айреса, який живе трохи далі на захід. Уакарі неблінський досягають довжини голови і тіла 42-49 сантиметрів, хвіст короткий, приблизно 14—22 сантиметрів. Вага приблизно від 3 до 4,5 кг, самці трохи важчі, ніж самиці. Шерсть чорного кольору на верхній стороні голови, плечей, рук і ніг, попереку, стегнах і короткий хвіст пофарбований у темно-бордовий колір. Безволосе обличчя і голова чорні.

## Поширення
Діапазон цього виду обмежений півднем і заходом Ріо-Негро (Бразилія, Венесуела), по Ріо-Марая на сході (Бразилія), і каналом Касікваро і Ріо-Оріноко на півночі (Венесуела). Знайдені в різних типах середовищ існування.

## Спосіб життя
Вони є сезонними бродягами і переходять у різні області лісу з сезонними коливання наявності бажаних фруктів. Вони годуються на різних рівнях від підліску до пологу, але їх ніколи не бачили на землі. Більшість їх дієти складається з незрілого насіння. Дієта може бути доповнена м'якоттю плодів, листям і членистоногими. Розміри групи варіюються від 35 до > 100 осіб.

## Загрози та охорона
Цей вид має обмежене поширення і значною мірою на нього полюють заради м'яса. Бразильський Pico da Neblina National Park та венесуельський Serranía de la Neblina National Park були створені (у 1979 і 1978, відповідно) для того, щоб захистити масив Піко-да-Небліна, його флору і фауну, а також велику площу навколишньої низовини.